# 安德魯·科根
安德鲁·科根（英語：Andrew Cogan，约1600年生于英国格林威治，约1660年去世），是英国东印度公司统治马德拉斯（又名金奈）的第一位代理人。当马德拉斯从毗耶那伽罗帝国阿拉维王朝的最后一位国王佩达·文卡塔·拉亚（Peda Venkata Raya）手中买下时，他是马苏利帕特南工厂的负责人，该王朝的首都在昌德拉吉里。因此，科根是英国殖民帝国历史上的重要人物。

## 购买马德拉斯
1637年，马苏利帕特南委员会成员、阿玛贡工厂负责人弗朗西斯·戴（Francis Day）沿着乌木海岸进行了一次远航，一直到本地治里。当时，乌木海岸由昌德拉吉里国王通过当地酋长达马拉·文卡塔帕蒂·纳亚克（Damarla Venkatapathy Nayak）统治，他统治着从普利卡特到圣多默圣殿。他坐在旺迪瓦什，他的兄弟阿亚帕·纳亚克住在波奥纳马莱埃。
人们普遍认为，阿亚帕·纳亚克是向英国人提出建议，选择由现代乔治镇组成的地区定居的人。报价看上去不错，戴咨询了他的上司科根，后者调查了拟议中的地点，并考察了那里的交易可能性。结果是有利的，Day获得了一笔赠款，将默苏利珀德姆提供给英国人，为期两年。授予日期为1639年8月，在获得默苏利珀德姆和万丹（又名爪哇）总统的批准后，开始了在默苏利珀德姆定居。

## 个人生活
回到英国后，科根在英国内战期间（1642年－1651年）积极支持保王党事业。保王党失败后（1653年），他流亡国外，财产被没收。然而，1657年，在复辟之后，科根被封为爱尔兰骑士，即格林威治男爵安德鲁·科根爵士。他大约在1660年去世。